# Блумфилд (Њујорк)
Блумфилд (енгл. Bloomfield) град је у америчкој савезној држави Њујорк.

## Демографија
По попису из 2010. године број становника је 1.361, што је 94 (7,4%) становника више него 2000. године.
| Група             | 2000.         | 2010.         |
| Белци             | 1.233 (97,3%) | 1.280 (94,0%) |
| Афроамериканци    | 12 (0,9%)     | 13 (1,0%)     |
| Азијати           | 0 (0,0%)      | 3 (0,2%)      |
| Хиспаноамериканци | 13 (1,0%)     | 28 (2,1%)     |
| Укупно            | 1.267         | 1.361         |